# Segunda División de Chile 1973
Segunda División de Chile 1973 var 1973 års säsong av den näst högsta nationella divisionen för fotboll i Chile, som vanns av Deportes Aviación som således gick upp i Primera División (den högsta divisionen). Colchagua kom sist och åkte således ner till den lägre divisionen. Segunda División 1972 bestod av en grundserie med 14 lag där alla mötte varandra två gånger, vilket gav totalt 26 matcher per lag. Efter dessa 26 matcherna flyttades det främsta laget upp, medan det sämsta laget flyttades ner.

## Tabell
Lag 1: Uppflyttade till Primera División
Lag 14: Nedflyttade till en lägre division.
| Nr | Lag               | S  | V  | O  | F  | GM | IM | MS  | P  |
| -- | ----------------- | -- | -- | -- | -- | -- | -- | --- | -- |
| 1  | Deportes Aviación | 26 | 15 | 8  | 3  | 36 | 19 | +17 | 38 |
| 2  | Ñublense          | 26 | 14 | 9  | 3  | 44 | 26 | +18 | 37 |
| 3  | Everton           | 26 | 14 | 6  | 6  | 51 | 20 | +31 | 34 |
| 4  | Santiago Morning  | 26 | 12 | 9  | 5  | 44 | 29 | +15 | 33 |
| 5  | Deportes Ovalle   | 26 | 11 | 8  | 7  | 40 | 30 | +10 | 30 |
| 6  | Coquimbo Unido    | 26 | 9  | 12 | 5  | 32 | 27 | +5  | 30 |
| 7  | Audax Italiano    | 26 | 11 | 5  | 10 | 43 | 32 | +11 | 27 |
| 8  | Lister Rossel     | 26 | 7  | 9  | 10 | 31 | 40 | −9  | 23 |
| 9  | San Antonio Unido | 26 | 8  | 7  | 11 | 34 | 47 | −13 | 23 |
| 10 | San Luis          | 26 | 5  | 9  | 12 | 24 | 35 | −11 | 19 |
| 11 | Independiente     | 26 | 7  | 5  | 14 | 31 | 43 | −12 | 19 |
| 12 | Ferroviarios      | 26 | 4  | 10 | 12 | 29 | 39 | −10 | 18 |
| 13 | Iberia            | 26 | 5  | 7  | 14 | 24 | 50 | −26 | 17 |
| 14 | Colchagua         | 26 | 6  | 4  | 16 | 23 | 49 | −26 | 16 |